# Ultime dal cielo
Ultime dal cielo (Early Edition) è una serie televisiva statunitense trasmessa tra il 1996 e il 2000 dal canale CBS.
In Italia, secondo alcune fonti, la serie televisiva è stata interamente trasmessa in chiaro in prima visione assoluta da Canale 5 nell'estate del 2000. Altre fonti anticipano la trasmissione italiana al 1998, sempre su Canale 5.

## Trama
Gary Hobson riceve ogni giorno sullo zerbino della propria casa, consegnato da un gatto, il giornale del giorno dopo. In esso quindi sono riportate le notizie degli avvenimenti che accadranno nel giorno in cui Gary riceve il giornale: si tratta insomma di un modo per leggere nel futuro, anche se limitato ad una giornata.
Inizialmente Gary usa questo "vantaggio" temporale per vincere qualche scommessa e riderci con gli amici, ma presto capisce che il suo è un grande privilegio e decide di utilizzarlo salvando delle vite e prevenendo incidenti, aiutato molte volte da Chuck Fishman, il suo migliore amico, e Marissa, una ragazza cieca che conosce il segreto di Gary e che molte volte lo aiuta psicologicamente a superare le sue paure.

## Genesi
L'idea di Ultime dal cielo nacque casualmente, durante una partita di pallavolo a Manhattan Beach, tra gli sceneggiatori Vik Rubenfeld e Pat Page. In una conseguente telefonata, i due scrittori cominciarono a buttare giù alcune idee che avrebbero poi composto la serie televisiva. Sebbene ci fosse l'intenzione di scrivere una sceneggiatura per un film, Rubenfeld pensò che sarebbe stato maggiormente interessante creare più situazioni in cui mettere in pericolo il protagonista e optò per un telefilm. Così, la coppia iniziò a scrivere un documento (comunemente chiamato "Bible" nel gergo televisivo americano) in cui delineavano, in 12 episodi (compreso un episodio pilota), protagonisti e ambientazione della serie. Nonostante le idee ben chiare, Rubenfeld e Page - a corto di esperienze nel campo della produzione e della scrittura televisiva - dovevano però affrontare le riserve dei vari network televisivi. Rubenfeld così chiese aiuto al produttore e sceneggiatore Ian Abrams, che egli conosceva grazie a un gruppo chiamato "Professional Authors Group Enterprise" (o "PAGE"). Per suo tramite, gli ideatori cercarono di convincere la Tristar a mettere in produzione lo show, anche a costo di rimaneggiare parte delle idee per la serie. Non solo. Durante un incontro tra la Tristar e Rubenfeld, Page e Abrams - avvenuto il 24 agosto 1995 - quest'ultimo si presentò con una falsa copia di un quotidiano che portava in prima pagina il titolo "Let's just let it end. O.J. Simpson confesses he is guilty of homicide" ("Finiamola qui. O.J. Simpson ammette la sua colpevolezza"). La notizia causò un'aspra discussione tra i partecipanti alla riunione, fino a quando qualcuno della Tristar si accorse che il quotidiano era datato 25 agosto 1995, cioè il giorno seguente. La mossa di Abrams risultò vincente e da lì a poco Ultime dal cielo entrò in produzione.

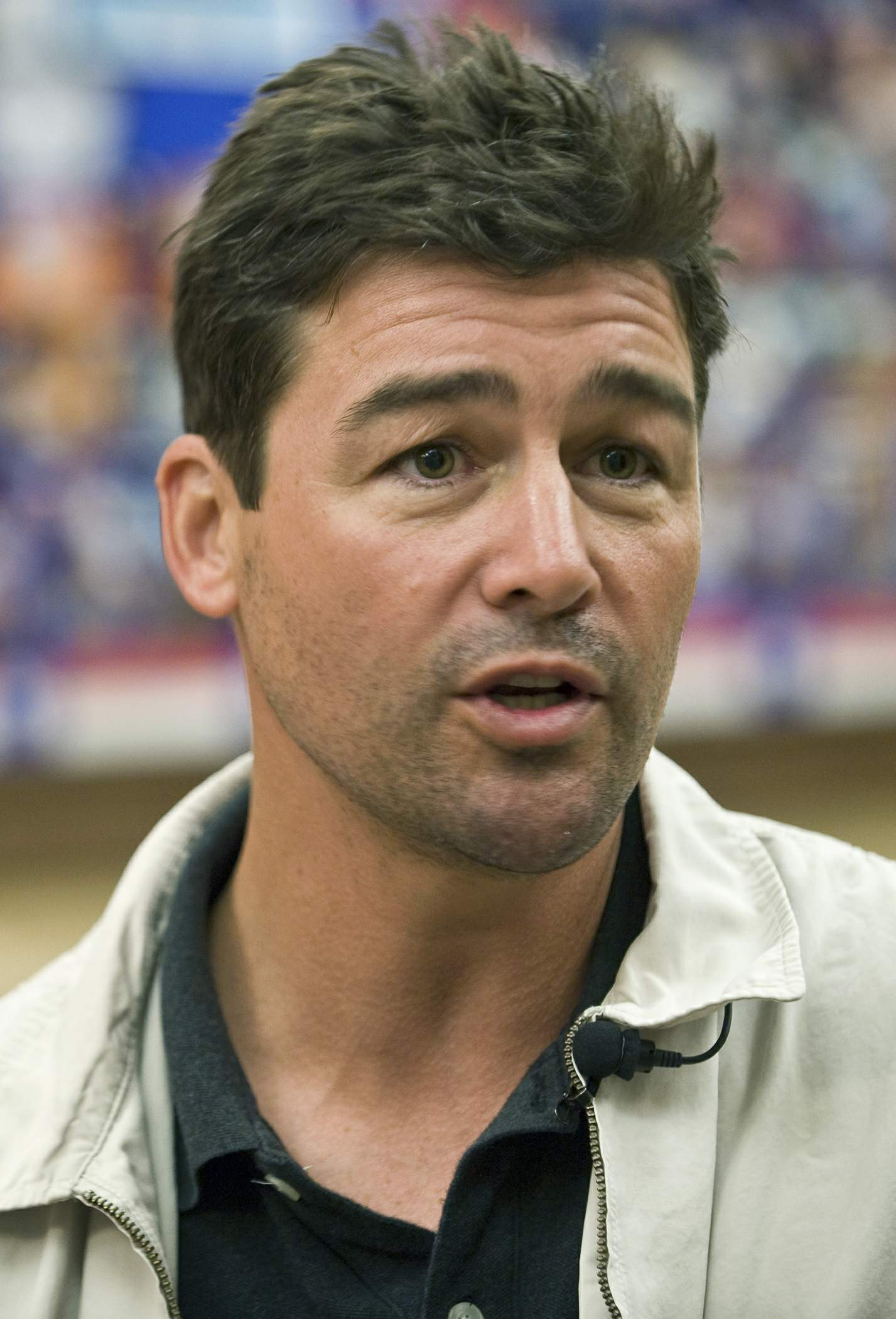
Kyle Chandler, l'interprete di Gary Hobson

## Produzione
Il Chicago Sun-Times, giornale che Gary riceve ogni giorno, esiste veramente ed è stato creato per ogni serie direttamente dalla redazione del giornale, e stampato nella stessa tipografia delle copie "normali".

## Episodi
| Stagione         | Episodi | Prima TV originale | Prima TV Italia |
| ---------------- | ------- | ------------------ | --------------- |
| Prima stagione   | 23      | 1996-1997          | 2000            |
| Seconda stagione | 22      | 1997-1998          | 2000            |
| Terza stagione   | 23      | 1998-1999          | 2000            |
| Quarta stagione  | 22      | 1999-2000          | 2000            |

## Curiosità
In Svizzera la serie è stata trasmessa dall'emittente RSI LA1 (all'epoca TSI1) con il titolo "Anteprima straordinaria" anziché "Ultime dal cielo" come in Italia. Il doppiaggio era tuttavia lo stesso della versione italiana.